# エッジ効果

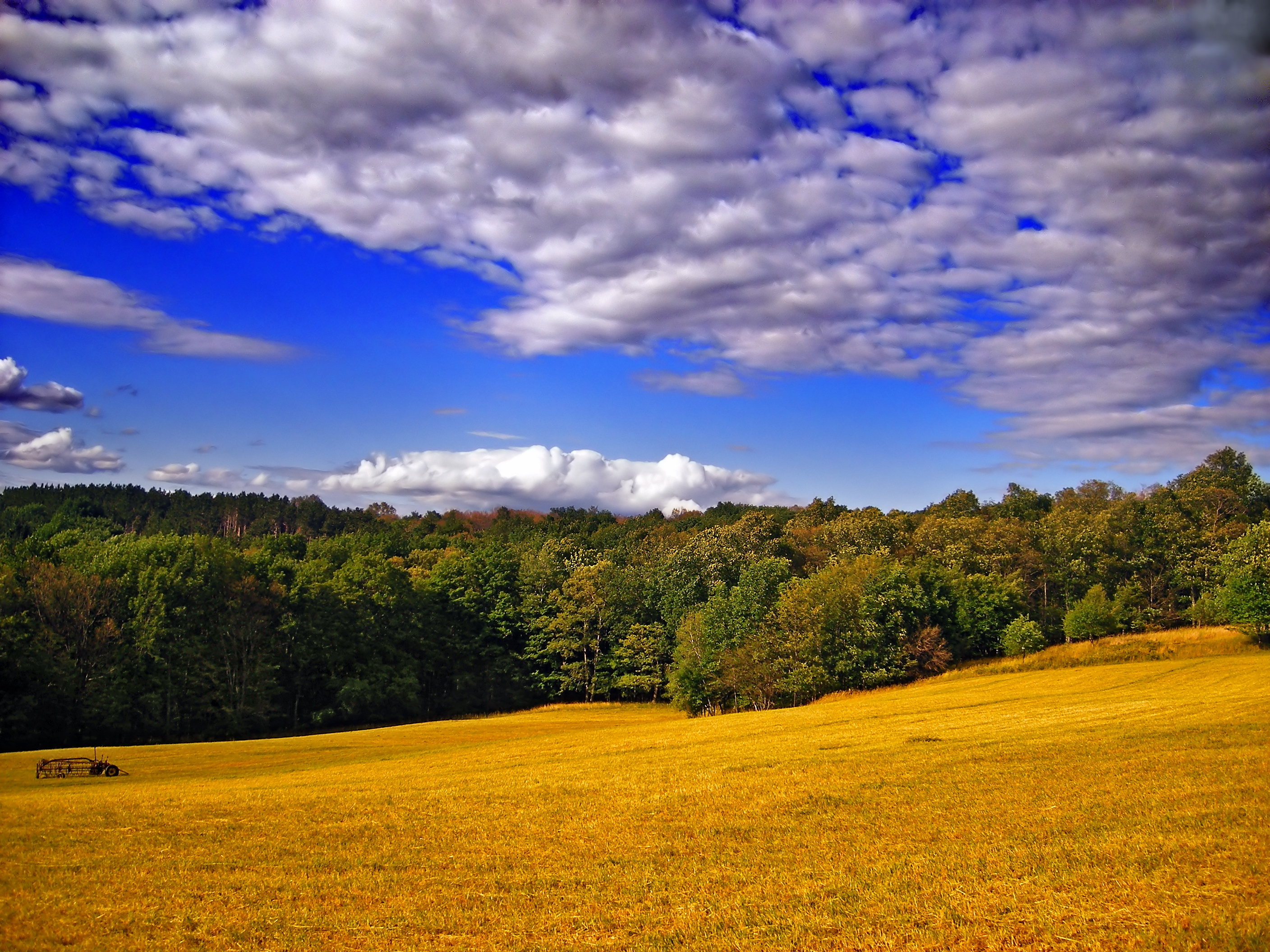
林縁は、林の中心部より開けており、生育環境の特性も異なる。

エッジ効果（edge effect）は、生態学において、生物の生息地の境界部分が外部からの影響を強く受けることを示す。エッジ効果は、林の辺縁部分や、孤島の海岸線近くの区域などに生じ、その範囲の環境は林の中心部や島の中央部とは異なる特性を示す。

## 概要
生息地の境界付近は、外部の環境条件の影響をより強く受ける区域であるため、エッジ効果という現象が発生する。例えば、畑や裸地に接する森林の林縁は、林の中心部と比較して光量や気温が高く、土壌中に含まれる水分量や湿度が低い。森林の他にも、孤島における海岸線の近くは、島の中心部とは環境が大きく異なるため、同様にエッジ効果が生じる。さらに、標高の違いによる境界にもエッジ効果が発生する。
エッジ効果の及ぶ範囲は環境によって異なり、例えば北半球では、太陽光の照射が強い林の南側の方が、北側の林縁よりも強いエッジ効果を受ける。また大きな生息地より小さな生息地のほうが、生息範囲の大きさに対してエッジ効果が及ぶ面積が広いため、環境条件はより大きく変化する。
エッジ効果の及ぶ範囲では、生物種の構成が変化する。例えば林縁は、森林性の鳥類にとっては外敵に襲われやすい環境である。森林性の鳥類は、林縁では托卵性の鳥類に寄生されやすく、雑食性の捕食者による雛の捕食圧の増加が起こることが知られている。また植物についても、林縁部では風速が強く、倒木が増えて木本植物の死亡率が増加する一方、先駆種 (パイオニア種) が増加することが知られている。また林縁部には、辺縁環境を好む在来種や外来種の侵入を招く恐れがあることも指摘されている。
エッジ効果は自然に生じた生息地でも生じるが、森林破壊や道路の敷設といった人間活動によって生息地が分断化されることによって生じることもある。そのため、土地の所有者や土地開発者は、なるべく生息地の分断化をさけ、エッジ効果を少なくすることが求められる。

## 保全生態学におけるエッジ効果
生物多様性の保全のために設けられる保護区を設定するさいには、エッジ効果を考慮する必要がある。面積に対してエッジ効果が及ぶ範囲の割合が小さくなるようにするため、できるだけ大きい面積の生息地を保護区とするほうが、生物多様性を保全するためには有意義である。また、保護区の形を設定するさいに、他に制約がなければ、エッジ効果の及ぶ範囲をなるべく少なくするために、円形にすることが望ましいとされる。